# Katharina av Hohenlohe-Waldenburg-Schillingsfürst

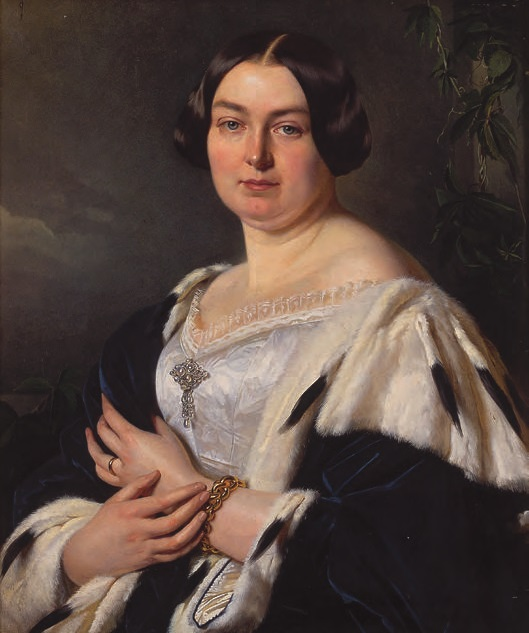
Katharina av Hohenlohe-Waldenburg-Schillingsfürst.

Katharina av Hohenlohe-Waldenburg-Schillingsfürst, född 19 januari 1817 i Stuttgart, död 15 februari 1893 i Freiburg im Breisgau, var en tysk furstinna och nunna. 
Hon var dotter till furst Carl Albert III av Hohenlohe-Waldenburg-Schillingsfürst och Leopoldine von Fürstenberg, och gifte sig 1838 med Franz Erwin, Graf von Ingelheim, och 1848 med furst Karl av Hohenzollern-Sigmaringen. 
Hon blev änka 1853, och blev novis i Sant'Ambrogio della Massima i Rom. År 1859 lämnade hon klostret och anmälde det till Inkvisitionen. Hon avlade vittnesmål där hon anklagade novisernas övervakare, syster Maria Luisa, för att påstå sig motta meddelanden från Jesus och låta sig tillbes, utföra ritualer reserverade för präster, inkorporera sex i de kyrkliga ritualerna och ha samlag med både noviser och präster, och hur hon, Katharina, hade blivit utsatt för mordförsök då hon protesterat. Hennes anmälan resulterade i att klostret upplöstes, och dess medlemmar splittrades och placerades ut i olika kloster.